# Koewolucja

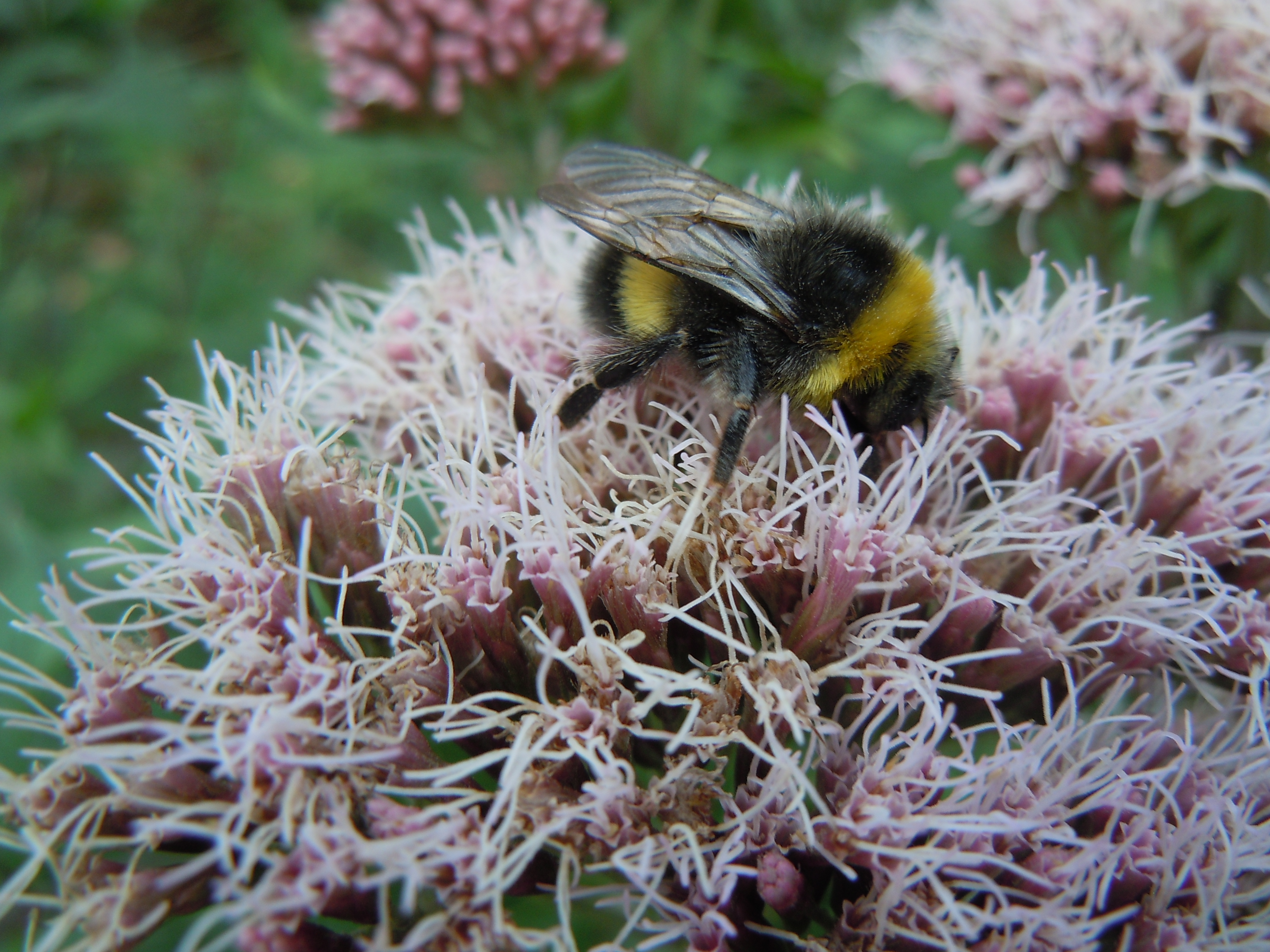
Przykład koewolucji – trzmiele i kwiaty przez nie zapylane

Koewolucja – współzależna ewolucja dwóch lub większej liczby gatunków, z których w każdym zachodzi stopniowe dostosowanie do pozostałych, na zasadzie pewnego rodzaju sprzężenia zwrotnego. Koewolucja może mieć miejsce np. w przypadku drapieżnika i jego ofiary albo owadów i roślin przez nie zapylanych.